# Comuna Kullamaa
Kullamaa este o comună (vald) din Comitatul Lääne, Estonia. Comuna cuprinde 14 sate.

Reședința comunei este satul Kullamaa.

## Localități componente

### Sate
- Jõgisoo
- Kalju
- Kastja
- Koluvere
- Kullamaa
- Kullametsa
- Leila
- Lemmikküla
- Liivi
- Mõrdu
- Päri
- Silla
- Ubasalu
- Üdruma